# Wasan Homsan
Wasan Homsan (tiếng Thái: วสันต์ ฮมแสน, sinh ngày 2 tháng 8 năm 1991), còn được biết với tên đơn giản Ping (tiếng Thái: ปิง) là một cầu thủ bóng đá người Thái Lan thi đấu ở vị trí hậu vệ phải cho câu lạc bộ Giải bóng đá Ngoại hạng Thái Lan Chiangrai United.

## Sự nghiệp quốc tế
Năm 2013 Wasan được triệu tập vào đội tuyển quốc gia bởi Surachai Jaturapattarapong tham gia Vòng loại Cúp bóng đá châu Á 2015.
Vào tháng 10 năm 2013 anh ra mắt cho Thái Lan trong trận giao hữu trước Bahrain.
Vào 15 tháng 10 năm 2013 anh thi đấu trước Iran ở Vòng loại Cúp bóng đá châu Á 2015. Anh đại diện U-23 Thái Lan ở Đại hội Thể thao châu Á 2014.

### Quốc tế
Tính đến 12 tháng 11 năm 2015
| Đội tuyển quốc gia | Năm  | Số trận | Bàn thắng |
| ------------------ | ---- | ------- | --------- |
| Thái Lan           | 2013 | 4       | 0         |
| Thái Lan           | 2014 | 1       | 0         |
| Thái Lan           | Tổng | 5       | 0         |

## Danh hiệu

### Câu lạc bộ
Bangkok Glass
- Cúp FA Thái Lan
  -  Vô địch (1): 2014
- Queen's Cup
  -  Vô địch (1): 2010
- Cúp bóng đá Singapore
  -  Vô địch (1): 2010

Chiangrai United
- Cúp FA Thái Lan
  -  Vô địch (1): 2020–21